# Montecalvo Irpino
Montecalvo Irpino is een gemeente in de Italiaanse provincie Avellino (regio Campanië) en telt 4169 inwoners (31-12-2004). De oppervlakte bedraagt 53,6 km², de bevolkingsdichtheid is 81 inwoners per km².

## Demografie
Montecalvo Irpino telt ongeveer 1679 huishoudens. Het aantal inwoners daalde in de periode 1991-2001 met 9,9% volgens cijfers uit de tienjaarlijkse volkstellingen van ISTAT.
| Jaar | Inwoneraantal |
| ---- | ------------- |
| 1991 | 4751          |
| 2001 | 4279          |

## Geografie
Montecalvo Irpino grenst aan de volgende gemeenten: Apice (BN), Ariano Irpino, Buonalbergo (BN), Casalbore, Castelfranco in Miscano (BN), Ginestra degli Schiavoni (BN).